# Lido Conchiglie
Lido Conchiglie is een plaats (frazione) in de Italiaanse gemeente Sannicola.